# Knights and Bikes
Knights and Bikes est un jeu vidéo d'action-aventure développé par le studio londonien Foam Sword et édité par Double Fine Productions, sorti en 2019 sur Windows, Mac, Linux, et PlayStation 4, et depuis sur Nintendo Switch.
L'univers du jeu a été étendu par une série de romans et une future série d'animation pour la télévision. La saga gravite autour de l’amitié et des aventures de deux enfants, embarquées sur leurs bicyclettes dans des histoires de chevalerie.

## Synopsis
Dans les années 1980, sur l’île fictionnelle de Penfurzy dans les Cornouailles, au sud-ouest de la Grande-Bretagne, deux jeunes filles tout nouvellement amies vivent de grandes aventures. Demelza habite une petite caravane dans le camping-minigolf que tient son père, avec qui elle vit seule après avoir récemment perdu sa mère. Nessa, quelques années de plus et de nature rebelle voire punk, a fugué de la métropole à bord du ferry qui dessert l’île. Les deux fillettes partent à la recherche d’un trésor légendaire, caché dans la région par des chevaliers voilà des siècles de ça, parcourant l’île à bord de leurs vélos, accompagnées d’une oie douée d’un très bon sens de l’orientation, et poursuivies par une mystérieuse malédiction.

## Accueil
En 2018, le jeu est nommé par IGN lors de ses Best of E3 2018 Awards dans les catégories Best Game, Best PlayStation 4 Game, Best PC Game et Best Adventure Game.

## Développement
Paru le 27 août 2019, Knights and Bikes est illustré par Rex Crowle et programmé par Moo Yu, deux anciens membres du studio Media Molecule. S’ajoutent Daniel Pemberton à la musique et Kenny Young au son.
Le développement est soutenu en 2016 grâce à une campagne de financement participatif sur Kickstarter, avec laquelle le studio réunit plus de 120 000 £. Le jeu est finalement publié en août 2019 pour macOS, Linux, Windows et Playstation 4, et distribué via les plateformes Humble Store, GOG.com et Steam.
Les créateurs citent l’influence de la région des Cornouailles, du film Les Goonies, du jeu Secret of Mana et de la pièce Under Milk Wood sur le développement de l’univers de Knights and Bikes.

## Univers étendu

### Romans
Knights and Bikes est aussi une série de romans jeunesse, inspirés du jeu vidéo. Écrits en langue anglaise par l’autrice Gabrielle Kent et illustrés par Rex Crowle et Luke Newell, les romans sont édités par les éditions Knights Of à partir d’août 2018. Le premier tome reçoit des avis favorables de la part d’Eoin Colfer et de Rhianna Pratchett.
1. Knights and Bikes, 1er août 2018  (ISBN 978-1999642501)
2. The Rebel Bicycle Club, 1er août 2019  (ISBN 978-1999642549)
3. Wheels of Legend, 2 juillet 2020  (ISBN 978-1913311049)

### Série télévisée
Knights and Bikes verra également le jour sous la forme d’une série d'animation destinée aux 6–12 ans, adaptée des romans et du jeu vidéo et produite par Tiger Aspect Productions. Elle a été annoncée en septembre 2019.